# L'Unité spirituelle du Monde
 (mars 2024).
Si vous disposez d'ouvrages ou d'articles de référence ou si vous connaissez des sites web de qualité traitant du thème abordé ici, merci de compléter l'article en donnant les références utiles à sa vérifiabilité et en les liant à la section « Notes et références ».
L'Unité spirituelle du Monde (ou L'Unité spirituelle de l'Europe) est une conférence donnée par Stefan Zweig en public en français la première fois le 27 août 1936 dans la Escola Nacional de Música à Rio de Janeiro et de nouveau le 20 septembre 1940 à São Paulo. Il reprend ce discours en espagnol les 29 et 31 octobre 1940 à Buenos Aires puis à Cordoba, Santa Fe, La Plata et Montevideo.
Zweig l'écrit d'abord en français, qu'il ne maîtrise pas parfaitement, au cours de son voyage de quinze jours de Southampton à Rio pendant qu'il travaille à sa nouvelle Ungeduld des Herzens (La Pitié dangereuse). À la dernière minute, il la réécrit en allemand et se fait aider pour la traduction française. Il est en sueur lorsqu'il prononce ce discours et obtient cependant un grand succès auprès du public.
Le titre est d'abord en français L'unité spirituelle de l'Europe puis est changé pour L'unité spirituelle du Monde, termes qui sont présents à l'intérieur du texte, tentant ainsi d'inclure le Nouveau Monde dans sa conception de l'unité spirituelle.

## Contenu
Dans ce discours, Zweig définit clairement ses vues en plaidant pour l'unité spirituelle au lieu du nationalisme, et se présente comme membre de la sphère intellectuelle par-delà les frontières et non comme appartenant à une nation.
Zweig écrit et prononce ce discours à une époque où les régimes fascistes et nationalistes progressent en Europe, et vingt ans après la Première Guerre mondiale qu'il vit comme une défaite de l'unité spirituelle de l'Europe. Déjà en 1936, le Troisième Reich a brûlé et interdit les œuvres de Zweig et de nombreux autres auteurs, et en 1940, lorsqu'il prononce à nouveau ce discours, le régime nazi s'est emparé de l'Autriche, de la Bohème, de la Pologne et de la France. Ce contexte historique éclaire le propos de cette conférence.
Zweig présente l'unité spirituelle comme un rêve rarement réalisé. D'abord, il cite le récit biblique de la Tour de Babel, comme concrétisation de ce rêve dans lequel l'humanité réussit de grandes réalisations grâce à l'intercompréhension, parlant une même langue. Il présente ensuite l'Empire romain comme la première concrétisation de l'unification politique économique et linguistique du monde connu de l'époque. Il décrit la chute de l'Empire romain comme une grande catastrophe. Cependant, l’Église maintient une certaine unité, alors que l'unité politique a cessé, encore grâce à l'usage du latin. Les humanistes de la Renaissance restaurent une unité à travers la République des Lettres, encore une fois avec le latin. Mais la Réforme divise le monde chrétien en une fraction protestante et une fraction catholique. À cette époque apparaissent les littératures nationales en espagnol, anglais, français, etc. Ce n'est que la musique qui permet une unité au cours des XVIe et XVIIe siècles. En conclusion, Zweig appelle à l'intercompréhension entre les hommes, faisant fi de la propagande nationaliste, et désigne l'Amérique du Sud comme la terre de l'avenir à une époque où « l'Europe se détruit elle-même ».

## Versions
Un premier manuscrit de vingt-trois pages en allemand avec quelques passages en français est publié en fac-similé dans Die Geistige Einheit der Welt avec la titre L'unité spirituelle de l'Europe, avec des traductions en anglais, français, espagnol et portugais. Il comprend une dédicace à « Son Excellence J. C. de Macedo Soares ». Le texte de la dédicace :

« cette esquisse de conférence rapidement conçu et griffonné tel quelle est

comme très pauvre signe

de sa profonde reconnaissance pour les admirables journées de Rio de Janeiro

Stefan Zweig

Dans la plus belle ville du monde, le 28 Aout 1936. »
Stefan Zweig, 2020, L'esprit européen en exil, Bartillat

— Stefan Zweig, L'Unité Spirituelle du Monde
Un autre tapuscrit de 22 pages en français, le troisième et dernier dactylographié par Stefan Zweig, est conservé dans la Stefan Zweig Collection, dans la State University of New York at Fredonia. Il est publié pour la première fois en 2020 avec de petites corrections dans L'esprit européen en exil.
En 2017, à l'occasion du 75e anniversaire de la mort de Stefan Zweig sont publiés A unidade espiritual do mundo, par les éditions Casa Stefan Zweig à Petrópolis et Die geistige Einheit der Welt, des éditions Hentrich & Hentrich à Berlin, réunissant le texte de la conférence en cinq langues : français, allemand, anglais, espagnol et portugais.